# Владешти (Арђеш)
Владешти (рум. Vlădești) насеље је у Румунији у округу Арђеш у општини Тигвени. Oпштина се налази на надморској висини од 511 m.

## Становништво
Према подацима из 2011. године у насељу је живело 228 становника.